# 殷序
殷冔（《明实录》又作殷序），字序宾，江苏无锡人。明朝政治人物、进士。
永樂二年，其中进士三甲第一百四十四名，升任四川布政使。宣德年间，西戎进攻茂州，殷序驰援防卫，并生擒对方两千余人，获得大胜。后升任云南布政使，之后致仕归乡。